# マリア・ゴロスティエタ
マリア・サントス・ゴロスティエタ・サラサール（スペイン語: María Santos Gorrostieta Salazar、1976年 - 2012年11月15日（遺体発見日））は、メキシコのミチョアカン州ティキチェオ・デ・ニコラス・ロメーロの元首長、医師。
2008年に、複数の麻薬カルテルが激しい縄張り争いを繰り広げていたミチョアカン州ティキチェオ・デ・ニコラス・ロメーロの首長に就任した。夫は同じティキチェオの首長を務めていたホセ・サンチェス・チャベス。2011年6月に任期満了で首長を引退し、その後は病院に務めていた。

## 麻薬組織との戦い

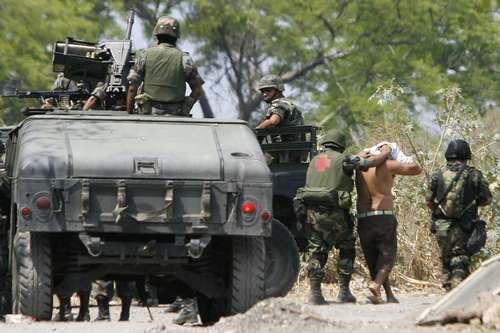
ミチョアカン州でのメキシコ軍による逮捕劇

### 1度目の暗殺未遂
市長に就任した翌年の2009年10月15日、同市の元市長だった夫と共に所有していた農場へ車で向かっていた所を、武装した集団に襲撃される。この襲撃で夫は死亡し、マリアも一命を取り留めたものの重傷を負った。

### 2度目の暗殺未遂
夫が殺害された翌年の2010年1月22日、公用車で移動中に別の車から銃撃を受けた。この際も一命は取り留めたものの、再び重傷を負った。この事件でマリアは内臓を損傷した為、人工肛門での生活を強いられることとなった
退院後に受けたテレビ取材で、今後も市長として「死ぬまで（麻薬カルテルと）戦う」と発言し、「戦う女市長」として世界的に報道された。

## 失踪・死亡
2012年11月12日に失踪、14日に家族が警察に捜索願いを出したが、明朝に遺体となって発見された。36歳没。ミチョアカン州の検察によると、遺体の両手は縛られ、膝には引きずられた時に付いたと思われる擦り傷があったという。遺体発見の翌日16日に検死作業が行われ、同日午後、家族によって遺体がマリア本人であると確認された。同州検察は、直接的な死因は後頭部の外傷であるとし、麻薬カルテルによる犯行の可能性が高いとして捜査している。